# Lepidodermella squamata
Lepidodermella squamata is een buikharige uit de familie Chaetonotidae. Het dier komt uit het geslacht Lepidodermella. Lepidodermella squamata werd in 1841 voor het eerst wetenschappelijk beschreven door Dujardin. 